# Kobrasol
Kobrasol é um bairro do município catarinense de São José. De origem recente, tornou-se um dos mais importantes da região da Grande Florianópolis, sendo considerado o coração econômico do município de São José. O bairro Kobrasol faz parte do distrito de Campinas, de onde também faz parte o bairro homônimo, sendo que ambos são tão ligados que é difícil dizer onde eles se dividem. 
Possui um comércio muito ativo e uma área residencial em grande expansão devidos, principalmente, à proximidade ao centro da Capital catarinense, Florianópolis, o que fez com que não só o bairro, como também todo o município de São José fosse considerado cidade-dormitório durante um bom tempo, porém, atualmente, o município é totalmente independente, fruto do crescimento acelerado dos últimos anos. 

## Etimologia
O nome Kobrasol foi criado a partir de outros três nomes das empresas que se uniram na urbanização da planície onde outrora estava o Aeroclube de Santa Catarina: Koerich, Brasilpinho e Cassol. O nome do bairro é pronunciado como se tivesse "ss", embora tenha apenas um "s", contrariando regras comuns da gramática. Isso faz com que muitos escrevam Kobrassol, erroneamente, nas correspondências.

## Histórico
Quando foi lançado, na década de 70, o Kobrasol chamava Parque Residencial Kobrasol, e sequer era considerado bairro, tanto que nos endereçamentos da época era considerado parte do bairro Campinas. Hoje, como bairro muito forte economicamente, está dividido entre comércio e moradias, e o bairro nem se assemelha ao seu projeto inicial, de criar um bairro totalmente arborizado, puramente residencial. O crescimento trouxe, ao mesmo tempo, independência e problemas típicos de grandes cidades. como a violência, a especulação imobiliária e o crescimento desordenado. Porém, é inegável que o Kobrasol qualificou São José e a Grande Florianópolis em geral.

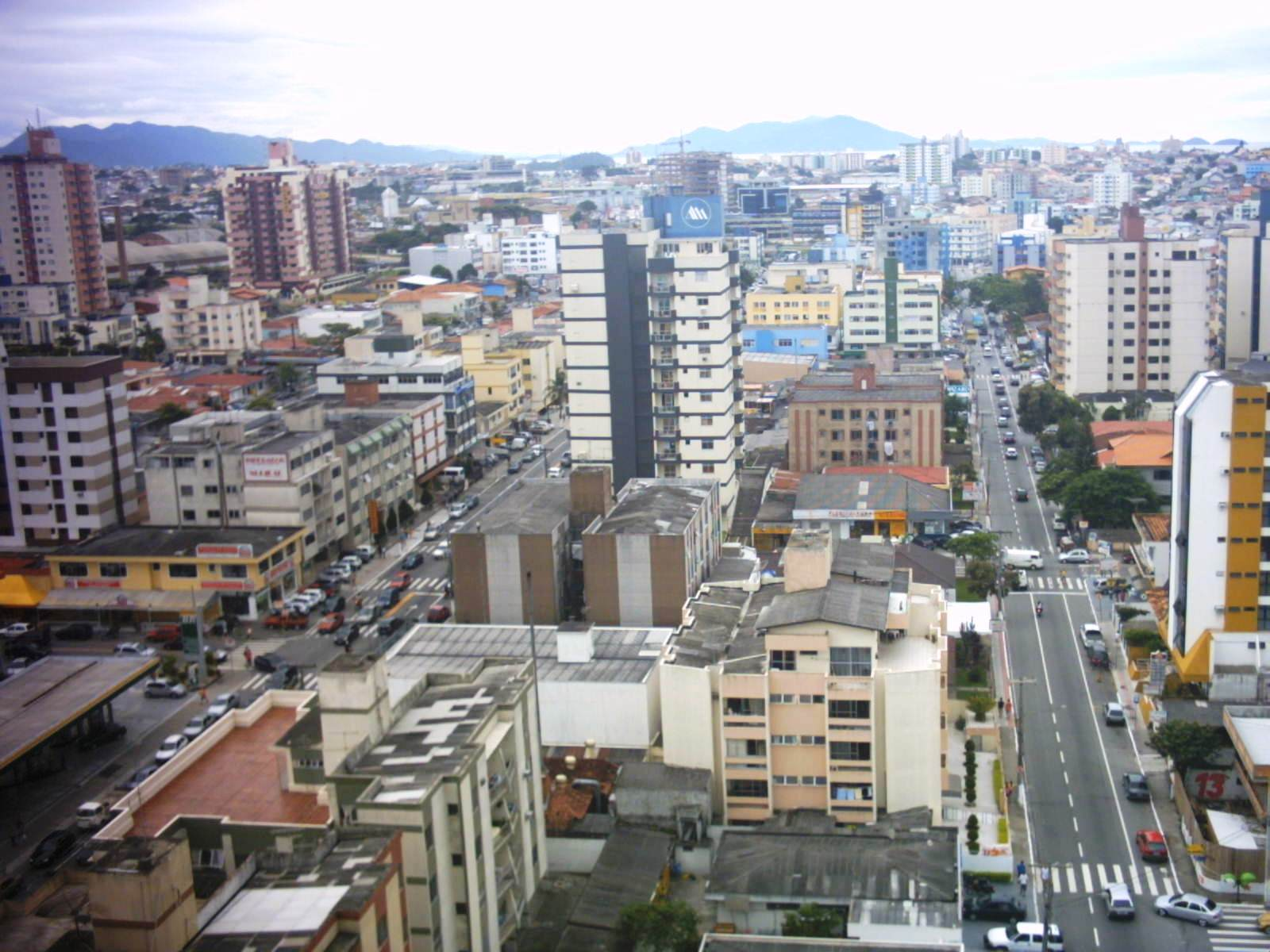
Vista parcial do Kobrasol.

## Logradouros importantes

### Avenida Lédio João Martins (Av. Central)
A principal via do bairro é a Avenida Lédio João Martins, popularmente conhecida como Avenida Central. No ramo imobiliário é muito valorizada, tanto para ponto comercial quanto para moradia. É, portanto, considerada uma das mais importantes e movimentadas vias da cidade. Nela concentram-se centenas de lojas e restaurantes, além de uma excelente infraestrutura, com um extenso calçadão bem iluminado, repleto de bancos, limpeza pública eficaz e árvores. Isso incentiva o grande movimento de pedestres na região, impulsionando o comércio, que já chega a competir com o do centro da capital Florianópolis. Em um de seus extremos está a Via Expressa (BR-282), pela qual se chega à Ilha de Santa Catarina, em Florianópolis; em outro, está a Presidente Kennedy e o acesso à Avenida Beira-mar de São José.

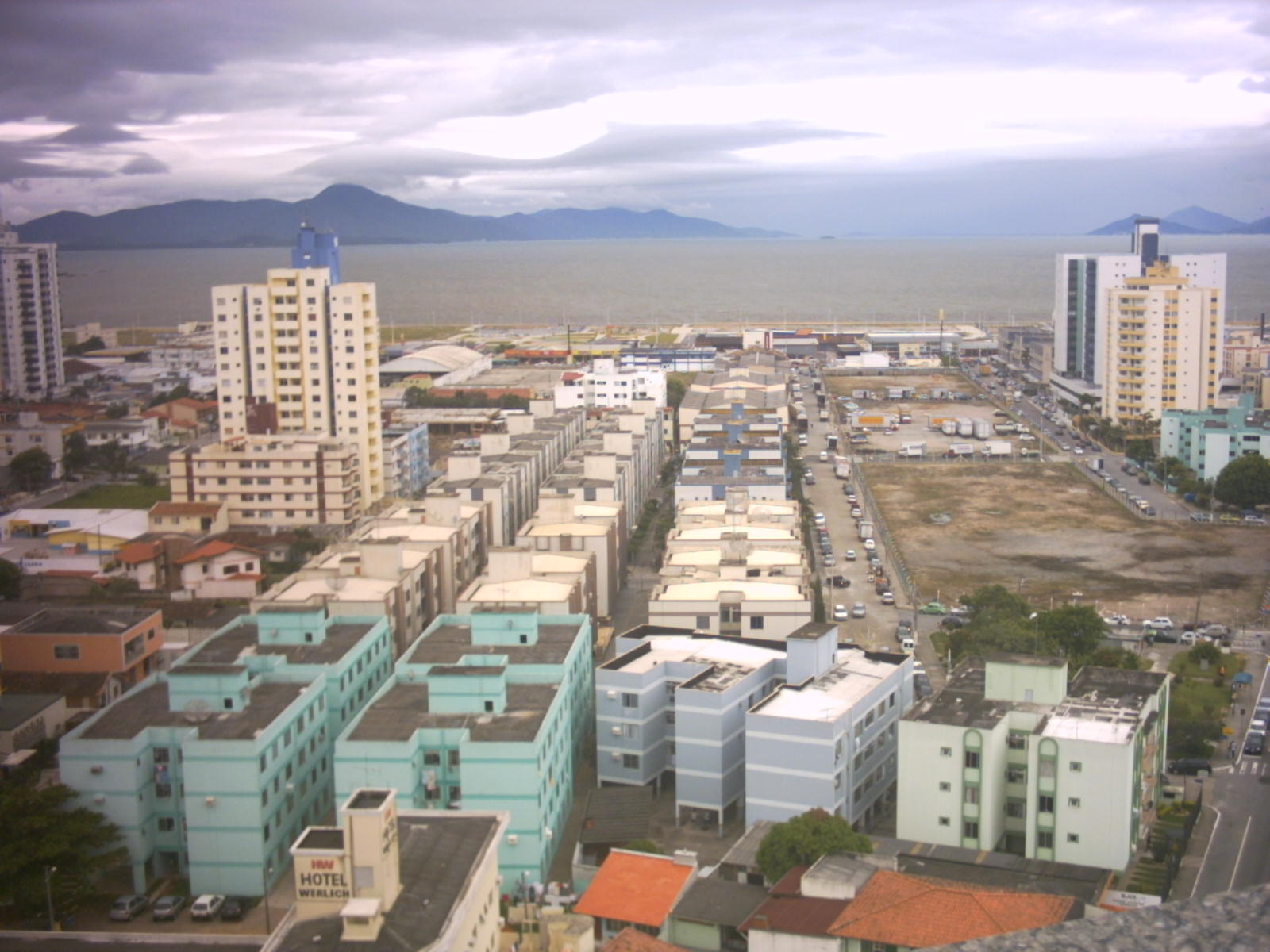
Vista para a Beira-mar de São José.

### Beira-mar de São José
Uma boa opção de lazer é a Avenida Beira-mar de São José. Inaugurada em 20 de março de 2004 em um aterro para qualificar o litoral onde antes havia uma praia poluída e abandona. Funciona como uma via binária com a Avenida Presidente Kennedy, indo no sentido São Florianópolis. Pode ser encontrada na avenida uma infraestrutura completa, com calçadão para caminhadas, passeio de bicicleta contornando toda a orla, armações de ferro para alongamento e exercícios, campos de concreto ou areia de diferentes tamanhos para futebol, vôlei e handebol, pista de patinação, pista de skate, parque infantil, gramados imensos, amplo estacionamento gratuito, banheiro público, entre outras facilidades. No cenário, está, além do mar, a Ilha de Santa Catarina ao fundo. A avenida segue por Campinas e Praia Comprida, e passados anos, alguns comércios antes voltados apenas a Presidente Kennedy começaram a ter fachadas para a Beira-mar também. Apesar de ter sido uma excelente e importante obra, a Beira-mar de São José tem sofrido muito com o abandono do poder público e com o vandalismo. Entretanto, diversos eventos são realizados e movimentam o aterro, como shows e eventos esportivos.

### Avenida Presidente Kennedy
Outra via importante é dividida com seu bairro vizinho Campinas, é a Presidente Kennedy. Concentra comércio mais voltado a quem transita para os bairros, contrastando com os comércios mais locais da Avenida Central do Kobrasol, o que incluem grandes lojas de departamentos, concessionárias e outros comércios importantes.

### Rua Brasilpinho
E a rua mais valorizada do bairro. Aqui estão localizados os empreendimentos com o m² mais caro da região. Estão localizados também renomadas  instituições de ensino: Colégio Dom Jaime, Gardner, Visão Kobrasol e Colégio Atual. A rua Brasilpinho tem a tranquilidade de uma cidade interiorana ao lado de tudo que o bairro oferece. Está próxima ao Shopping Center Itaguaçu e todo o comércio local.

## Educação
A educação é outro setor que movimenta o Kobrasol. O maior estabelecimento de ensino da cidade está no bairro, o Colégio Municipal Maria Luiza de Melo. Também são dezenas as escolas particulares como: COC, Dom Jaime Câmara, Visão, Meridiano e Alpha. Muitas delas oferecem desde creche e jardins até o ensino fundamental e médio num só endereço. Freqüentemente as escolas do bairro se destacam entre as primeiras colocadas em aprovação na Universidade Federal de Santa Catarina, por isso vêm recebendo um reconhecimento cada vez mais notório em todo o estado de Santa Catarina

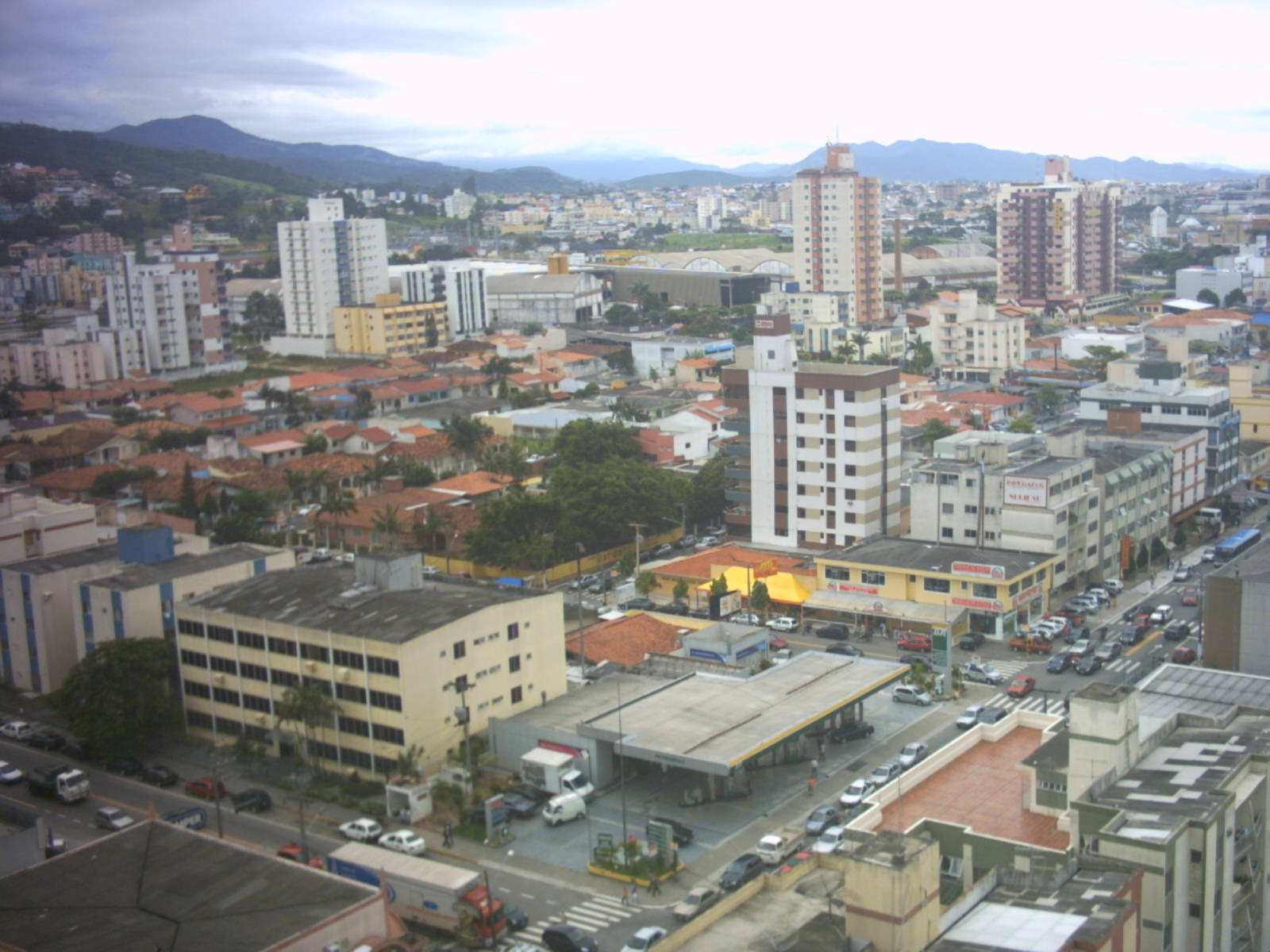
O contraste entre prédios e casas é cada vez mais comum no Kobrasol.

## Saúde
Em relação à saúde, o morador do Kobrasol que necessitar de atendimento especializado, em geral, deve se deslocar a outros bairros, pois não existe uma estrutura adequada para casos mais graves, apesar de haver boas clínicas particulares para diagnósticos simples.

## Transporte e Trânsito
O bairro é atendido por diversas linhas de ônibus - além das que ligam o bairro ao centro de Florianópolis, a Praça Eugênio Raulino Koerich serve como terminal para linhas interbairros de São José.
O trânsito do bairro em horário comercial é bastante movimentado e quase sempre lento, devido a posição de passagem do bairro, portanto é preciso ter paciência, principalmente na Avenida Central Lédio João Martins e na Avenida Presidente Kennedy.
Apesar de ser uma zona mista, sem distinção entre zona residencial e comercial, o bairro foi planejado com padrões para baixa circulação de pedestres, o que se tornou um problema estrutural no Século XXI, pois as calçadas são minúsculas e mal cuidadas, além de colocarem os pedestres em risco o tempo todo, já que são disputadíssimas pelos automóveis querendo estacionar.
Sem dúvidas, o deslocamento urbano é o desafio do bairro - talvez do município de São José -, que deve ceder aos padrões arcaicos e limitantes dos anos 70, do século passado, e se permitir humanizar suas vias, privilegiando o trânsito seguro dos pedestres, com todo o equipamento urbano necessário ao desenvolvimento sadio e próspero.

## Verticalização
Kobrasol é um grande exemplo da verticalização. Com um espaço extremamente limitado, imóveis altamente valorizados e uma população que cresce rapidamente, a construção de edifícios foi fundamental para garantir esse desenvolvimento que se deu no bairro. O limite é de 20 andares, após aprovação da mudança do plano diretor há poucos anos trás, gerando conflitos entre vereadores, ambientalistas e moradores, já que alguns defendem a ideia de que o Kobrasol não irá suportar tudo isso e que uma série de problemas poderá acompanhar esse crescimento. Anteriormente à mudança o limite estava em 15 andares. 
O bairro passa por um processo de gentrificação, em que os novos empreendimentos vendem um estilo de vida moderno e desenvolvido, destinado às classes A e B. 